# Andrija Žižić
Andrija Žižić (Split, Yugoslavia, 14 de enero de 1980) es un exbaloncestista croata. Jugaba de ala-pívot y en la actualidad es el director deportivo de la Cibona Zagreb de la A1 Liga de Croacia. Ha sido internacional con la Selección de baloncesto de Croacia.
Es el hermano mayor del también jugador de baloncesto Ante Žižić (n. 1997).

## Clubes
- Cantera Omis Mosor: hasta 1997
- Plastic Solin (Croacia): 1997-1998
- KK Split (Croacia): 1998-2003
- Cibona Zagreb (Croacia):2003-2005
- FC Barcelona (ACB): enero a septiembre de 2005
- Olympiacos B.C. (HEBA): 2005-2006
- Panathinaikos (HEBA): 2006-2007
- CAI Zaragoza (ACB): 2007-2009
- KK Cedevita (A1 Liga):2009-2010
- ASVEL Lyon-Villeurbanne (LNB):2010-2011
- KK Cedevita (A1 Liga):2010-2011
- Cibona Zagreb (A1 Liga):2011-2014
- B. C. Astana: 2014
- Maccabi Tel Aviv: 2014
- Fulgor Libertas Forlì: 2014-2015
- Pallacanestro Piacentina: 2015
- Cibona Zagreb (A1 Liga): 2015-2016

## Palmarés

### Títulos internacionales de Selección
- 1 Medalla de Bronce en el Mundobasket Júnior de Lisboa'1999, con la selección de Croacia Júnior.
- 1 Medalla de Plata en el Eurobasket Júnior de Varna'1998, con la selección de Croacia Júnior.

### Títulos nacionales de club
- 2 Ligas de Croacia: 2002-2003 con el KK Split, y 2003-2004 con el Cibona Zagreb.
- 1 Liga de Grecia, 2008